# Liste der Kulturdenkmale in Berlin-Mitte/Rosenthaler Vorstadt
Auf dieser Seite sind die Kulturdenkmale im Stadtviertel Rosenthaler Vorstadt im Berliner Ortsteil Mitte aufgelistet. Diese Liste ist Teil der Liste der Kulturdenkmale in Berlin-Mitte. Grundlage ist die Denkmalliste des Landes Berlin, die auf Basis des Berliner Denkmalschutzgesetzes erstmals am 28. September 1995 bekannt gemacht wurde und seither durch das Landesdenkmalamt Berlin geführt und aktualisiert wird.

## Denkmalbereiche (Ensembles)
| Nr.      | Lage                                                                                | Offizielle Bezeichnung                                                                                                | Bestandteile / Beschreibung                                                                   | Bild                                                            |
| -------- | ----------------------------------------------------------------------------------- | --- | --------------------------------------------------------------------------------------------- | --------------------------------------------------------------- |
| 09080432 | Choriner Straße 80–83, 85 Zehdenicker Straße 8–8a, 10–12, 12B, 14, 16–18, 22 (Lage) | Mietshäuser, Gewerbe- und öffentliche Bauten Baudenkmale siehe: Choriner Straße 80; 85 Zehdenicker Straße 12b; 14; 22 | Weitere Bestandteile des Ensembles:                                                           | Weitere Bestandteile des Ensembles:                             |
| 09080432 | Choriner Straße 80–83, 85 Zehdenicker Straße 8–8a, 10–12, 12B, 14, 16–18, 22 (Lage) | Mietshäuser, Gewerbe- und öffentliche Bauten Baudenkmale siehe: Choriner Straße 80; 85 Zehdenicker Straße 12b; 14; 22 | 09080434 – Choriner Straße 81, Mietshaus, 1883                                                |                                                                 |
| 09080432 | Choriner Straße 80–83, 85 Zehdenicker Straße 8–8a, 10–12, 12B, 14, 16–18, 22 (Lage) | Mietshäuser, Gewerbe- und öffentliche Bauten Baudenkmale siehe: Choriner Straße 80; 85 Zehdenicker Straße 12b; 14; 22 | 09080435 – Choriner Straße 82, Mietshaus, 1882                                                |                                                                 |
| 09080432 | Choriner Straße 80–83, 85 Zehdenicker Straße 8–8a, 10–12, 12B, 14, 16–18, 22 (Lage) | Mietshäuser, Gewerbe- und öffentliche Bauten Baudenkmale siehe: Choriner Straße 80; 85 Zehdenicker Straße 12b; 14; 22 | 09080436 – Choriner Straße 83, Mietshaus, 1880                                                |                                                                 |
| 09080432 | Choriner Straße 80–83, 85 Zehdenicker Straße 8–8a, 10–12, 12B, 14, 16–18, 22 (Lage) | Mietshäuser, Gewerbe- und öffentliche Bauten Baudenkmale siehe: Choriner Straße 80; 85 Zehdenicker Straße 12b; 14; 22 | 09080439 – Zehdenicker Straße 11, Mietshaus, um 1890                                          |                                                                 |
| 09080432 | Choriner Straße 80–83, 85 Zehdenicker Straße 8–8a, 10–12, 12B, 14, 16–18, 22 (Lage) | Mietshäuser, Gewerbe- und öffentliche Bauten Baudenkmale siehe: Choriner Straße 80; 85 Zehdenicker Straße 12b; 14; 22 | 09080440 – Zehdenicker Straße 12, Mietshaus, 1882                                             |                                                                 |
| 09080432 | Choriner Straße 80–83, 85 Zehdenicker Straße 8–8a, 10–12, 12B, 14, 16–18, 22 (Lage) | Mietshäuser, Gewerbe- und öffentliche Bauten Baudenkmale siehe: Choriner Straße 80; 85 Zehdenicker Straße 12b; 14; 22 | 09080443 – Zehdenicker Straße 16, Mietshaus, 1886                                             |                                                                 |
| 09080432 | Choriner Straße 80–83, 85 Zehdenicker Straße 8–8a, 10–12, 12B, 14, 16–18, 22 (Lage) | Mietshäuser, Gewerbe- und öffentliche Bauten Baudenkmale siehe: Choriner Straße 80; 85 Zehdenicker Straße 12b; 14; 22 | 09080444 – Zehdenicker Straße 17, 153. und 154. Gemeindeschule, 1885 von Hermann Blankenstein |                                                                 |
| 09080432 | Choriner Straße 80–83, 85 Zehdenicker Straße 8–8a, 10–12, 12B, 14, 16–18, 22 (Lage) | Mietshäuser, Gewerbe- und öffentliche Bauten Baudenkmale siehe: Choriner Straße 80; 85 Zehdenicker Straße 12b; 14; 22 | Hofgebäude                                                                                    |                                                                 |
| 09080432 | Choriner Straße 80–83, 85 Zehdenicker Straße 8–8a, 10–12, 12B, 14, 16–18, 22 (Lage) | Mietshäuser, Gewerbe- und öffentliche Bauten Baudenkmale siehe: Choriner Straße 80; 85 Zehdenicker Straße 12b; 14; 22 | Ehemaliger Bestandteil des Ensembles:                                                         |                                                                 |
| 09080432 | Choriner Straße 80–83, 85 Zehdenicker Straße 8–8a, 10–12, 12B, 14, 16–18, 22 (Lage) | Mietshäuser, Gewerbe- und öffentliche Bauten Baudenkmale siehe: Choriner Straße 80; 85 Zehdenicker Straße 12b; 14; 22 | 09080437 – Choriner Straße 84, ehemalige Weißbierbrauerei, gegen 2000 abgerissen              |                                                                 |
| 09080432 | Choriner Straße 80–83, 85 Zehdenicker Straße 8–8a, 10–12, 12B, 14, 16–18, 22 (Lage) | Mietshäuser, Gewerbe- und öffentliche Bauten Baudenkmale siehe: Choriner Straße 80; 85 Zehdenicker Straße 12b; 14; 22 | Nicht konstituierende Bestandteile des Ensembles: Zehdenicker Straße 8, 8A, 10                |                                                                 |
| 09011304 | Fehrbelliner Straße 47–49 (Lage)                                                    | Mietshäuser und Fabrikgebäude Baudenkmale siehe: Fehrbelliner Straße 48; 49                                           | Weiterer Bestandteil des Ensembles:                                                           | Weiterer Bestandteil des Ensembles:                             |
| 09011304 | Fehrbelliner Straße 47–49 (Lage)                                                    | Mietshäuser und Fabrikgebäude Baudenkmale siehe: Fehrbelliner Straße 48; 49                                           | 09011305 – Fehrbelliner Straße 47, 47B-47G, Mietshaus, Secura-Werke, 1876                     |                                                                 |
| 09011304 | Fehrbelliner Straße 47–49 (Lage)                                                    | Mietshäuser und Fabrikgebäude Baudenkmale siehe: Fehrbelliner Straße 48; 49                                           | Erweiterungsbauten, 1883–1890, um 1900                                                        |                                                                 |
| 09010158 | Veteranenstraße 11–13 (Lage)                                                        | Ensemble Veteranenstraße, Mietshäuser Baudenkmal siehe: Veteranenstraße 11                                            | Mietshäuser, 1875–1876, Fassadenumgestaltung vermutlich um 1925                               | Mietshäuser, 1875–1876, Fassadenumgestaltung vermutlich um 1925 |
| 09010158 | Veteranenstraße 11–13 (Lage)                                                        | Ensemble Veteranenstraße, Mietshäuser Baudenkmal siehe: Veteranenstraße 11                                            | Weitere Bestandteile des Ensembles:                                                           |                                                                 |
| 09010158 | Veteranenstraße 11–13 (Lage)                                                        | Ensemble Veteranenstraße, Mietshäuser Baudenkmal siehe: Veteranenstraße 11                                            | 09010160 – Veteranenstraße 12, Mietshaus, 1876                                                |                                                                 |
| 09010158 | Veteranenstraße 11–13 (Lage)                                                        | Ensemble Veteranenstraße, Mietshäuser Baudenkmal siehe: Veteranenstraße 11                                            | 09010161 – Veteranenstraße 13, Mietshaus, 1875                                                |                                                                 |

## Denkmalbereiche (Gesamtanlagen)
| Nr.      | Lage                            | Offizielle Bezeichnung                                         | Beschreibung                                               | Bild          |
| -------- | ------------------------------- | -------------------------------------------------------------- | ---------------------------------------------------------- | ------------- |
| 09011290 | Rheinsberger Straße 4–5 (Lage)  | 8. Realschule (heute Musikgymnasium Carl Philipp Emanuel Bach) | Schulgebäude, 1893 von Hermann Blankenstein und Paul Hesse |               |
| 09011290 | Rheinsberger Straße 4–5 (Lage)  | 8. Realschule (heute Musikgymnasium Carl Philipp Emanuel Bach) | Turnhalle                                                  |               |
| 09011290 | Rheinsberger Straße 4–5 (Lage)  | 8. Realschule (heute Musikgymnasium Carl Philipp Emanuel Bach) | Lehrerwohnhaus                                             |               |
| 09011292 | Ruppiner Straße 47–48 (Lage)    | 25. Gemeindeschule                                             | Schulbau, 1865                                             |               |
| 09011292 | Ruppiner Straße 47–48 (Lage)    | 25. Gemeindeschule                                             | Erweiterung, 1885                                          |               |
| 09011292 | Ruppiner Straße 47–48 (Lage)    | 25. Gemeindeschule                                             | Abort                                                      |               |
| 09011310 | Schwedter Straße 232–234 (Lage) | 89. und 96. Gemeindeschule                                     | Klassentrakt, 1876–1877 von Hermann Blankenstein           |               |
| 09011310 | Schwedter Straße 232–234 (Lage) | 89. und 96. Gemeindeschule                                     | Schulgebäude                                               | Vordergebäude |
| 09011310 | Schwedter Straße 232–234 (Lage) | 89. und 96. Gemeindeschule                                     | Turnhalle                                                  |               |

## Baudenkmale
| Nr.      | Lage                                          | Offizielle Bezeichnung                                   | Beschreibung                                                                      | Bild |
| -------- | --------------------------------------------- | -------------------------------------------------------- | --------------------------------------------------------------------------------- | ---- |
| 09011284 | Anklamer Straße 31 (Lage)                     | Christus-Kirche                                          | zweiter Hof, um 1898                                                              |      |
| 09011284 | Anklamer Straße 31 (Lage)                     | Christus-Kirche                                          | Kirche im zweiten Hofgebäude                                                      |      |
| 09011286 | Brunnenstraße (Lage)                          | U-Bahnhof Bernauer Straße                                | 1914–1915 und 1929–1930 von Alfred Grenander und Alfred Fehse                     |      |
| 09011301 | Brunnenstraße 5 (Lage)                        | Mietshaus und Gewerbebau                                 | 1904 von Carl Koeppen (?)                                                         |      |
| 09011301 | Brunnenstraße 5 (Lage)                        | Mietshaus und Gewerbebau                                 | Gewerbebau                                                                        |      |
| 09090038 | Brunnenstraße 19–21 Veteranenstraße 28 (Lage) | Kaufhaus Jandorf, Warenhaus Tietz                        | 1903–1904 von Lachmann & Zauber                                                   |      |
| 09090038 | Brunnenstraße 19–21 Veteranenstraße 28 (Lage) | Kaufhaus Jandorf, Warenhaus Tietz                        | Innenumbau um 1926                                                                |      |
| 09011302 | Brunnenstraße 22 (Lage)                       | Mietshaus                                                | 1845 von Heinrich Merseburg (?)                                                   |      |
| 09011303 | Brunnenstraße 24 (Lage)                       | Mietshaus und Gewerbebau                                 | 1900                                                                              |      |
| 09011303 | Brunnenstraße 24 (Lage)                       | Mietshaus und Gewerbebau                                 | Gewerbebau                                                                        |      |
| 09011287 | Brunnenstraße 33 (Lage)                       | Synagoge (Hofgebäude)                                    | 1910                                                                              |      |
| 09011288 | Brunnenstraße 34 (Lage)                       | Mietshaus                                                | Miethaus, 1854                                                                    |      |
| 09011288 | Brunnenstraße 34 (Lage)                       | Mietshaus                                                | Durchfahrt & Treppenanlage                                                        |      |
| 09011289 | Brunnenstraße 156 (Lage)                      | Mietshaus                                                | 1854, Umbau um 1880                                                               |      |
| 09011289 | Brunnenstraße 156 (Lage)                      | Mietshaus                                                | Fabrikgebäude, 1896                                                               |      |
| 09080433 | Choriner Straße 80 Zehdenicker Straße (Lage)  | Mietshaus Bestandteil des Ensembles: Choriner Straße     | 1883 von Gottfried Engel                                                          |      |
| 09080438 | Choriner Straße 85 (Lage)                     | Mietshaus Bestandteil des Ensembles: Choriner Straße     | 1877                                                                              |      |
| 09011306 | Fehrbelliner Straße 48 (Lage)                 | Mietshaus Bestandteil des Ensembles: Fehrbelliner Straße | 1876                                                                              |      |
| 09011307 | Fehrbelliner Straße 49 (Lage)                 | Mietshaus Bestandteil des Ensembles: Fehrbelliner Straße | 1877                                                                              |      |
| 09011308 | Griebenowstraße 15 (Lage)                     | Predigerhaus der Zionskirche                             | 1870                                                                              |      |
| 09011308 | Griebenowstraße 15 (Lage)                     | Predigerhaus der Zionskirche                             | Quergebäude, um 1905                                                              |      |
| 09011291 | Rheinsberger Straße 73 (Lage)                 | Mietshaus                                                | 1877                                                                              |      |
| 09011291 | Rheinsberger Straße 73 (Lage)                 | Mietshaus                                                | Seitengebäude, 1871                                                               |      |
| 09011309 | Schwedter Straße 231 (Lage)                   | Predigerhaus der Zionskirche                             | 1888                                                                              |      |
| 09080472 | Torstraße 95 (Lage)                           | Mietshaus                                                | 1840 von Carl Ludwig Greinert (?)                                                 |      |
| 09080473 | Torstraße 105/107 (Lage)                      | Postgebäude und Garagen                                  | 1901–1902                                                                         |      |
| 09080473 | Torstraße 105/107 (Lage)                      | Postgebäude und Garagen                                  | Garagen                                                                           |      |
| 09010159 | Veteranenstraße 11 (Lage)                     | Mietshaus Bestandteil des Ensembles: Veteranenstraße     | Mietshaus                                                                         |      |
| 09010159 | Veteranenstraße 11 (Lage)                     | Mietshaus Bestandteil des Ensembles: Veteranenstraße     | Innenausstattung Wohnung Höffner (Möbel-Höffner), vermutlich 1934                 |      |
| 09011311 | Weinbergsweg (Lage)                           | Café Weinberg im Volkspark                               | 1958 von Hans Jährig und Max Kowohl (siehe Gartendenkmal Weinbergsweg)            |      |
| 09080441 | Zehdenicker Straße 12B (Lage)                 | Etagenfabrik Bestandteil des Ensembles: Choriner Straße  | Hauptgebäude, 1900                                                                |      |
| 09080441 | Zehdenicker Straße 12B (Lage)                 | Etagenfabrik Bestandteil des Ensembles: Choriner Straße  | Nördlicher Seitenflügel                                                           |      |
| 09080441 | Zehdenicker Straße 12B (Lage)                 | Etagenfabrik Bestandteil des Ensembles: Choriner Straße  | Südlicher Seitenflügel                                                            |      |
| 09080441 | Zehdenicker Straße 12B (Lage)                 | Denkmalverlust: Anbauten                                 | Nördliche Garagen                                                                 |      |
| 09080441 | Zehdenicker Straße 12B (Lage)                 | Denkmalverlust: Anbauten                                 | Südliche Garagen                                                                  |      |
| 09080442 | Zehdenicker Straße 14 (Lage)                  | Mietshaus Bestandteil des Ensembles: Choriner Straße     | 1885                                                                              |      |
| 09080445 | Zehdenicker Straße 22 (Lage)                  | Mietshaus Bestandteil des Ensembles: Choriner Straße     | 1879                                                                              |      |
| 09011312 | Zionskirchplatz (Lage)                        | Zionskirche                                              | 1866–1873 von Gustav Möller und August Orth (siehe Gartendenkmal Zionskirchplatz) |      |
| 09011312 | Zionskirchplatz (Lage)                        | Zionskirche                                              | Kircheninnern                                                                     |      |

## Gartendenkmale
| Nr.      | Lage                                                                  | Offizielle Bezeichnung    | Beschreibung                                               | Bild |
| -------- | --------------------------------------------------------------------- | ------------------------- | ---------------------------------------------------------- | ---- |
| 09010209 | Weinbergsweg Brunnenstraße Fehrbelliner Straße Veteranenstraße (Lage) | Volkspark am Weinbergsweg | 1954–1958 von Helmut Kruse (siehe Baudenkmal Weinbergsweg) |      |
| 09010209 | Weinbergsweg Brunnenstraße Fehrbelliner Straße Veteranenstraße (Lage) | Volkspark am Weinbergsweg | Terrassen                                                  |      |
| 09010209 | Weinbergsweg Brunnenstraße Fehrbelliner Straße Veteranenstraße (Lage) | Volkspark am Weinbergsweg | Heinrich-Heine-Denkmal, 1955 von Waldemar Grzimek          |      |
| 09010210 | Zionskirchplatz (Lage)                                                | Stadtplatz                | 1866–1873 (siehe Baudenkmal Zionskirchplatz)               |      |